# Dème de Tríkala
Le dème de Tríkala, officiellement appelé dème des Trikkéens, en grec moderne : Δήμος Τρικκαίων / Dímos Trikkéon, est un dème du district régional de Tríkala, en Thessalie, Grèce. 
Le dème actuel résulte de la fusion, en 2010, des dèmes d'Estieótida, de Faloría, de Kallídendro, de Kóziakas, de Megála Kalývia, de Paliókastro, de Paralithéi et de Tríkala.
Selon le recensement de 2011, la population du dème compte 81 355 habitants, tandis que celle de la ville de Tríkala s'élève à 61 653 habitants.
Il tient son nom officiel de celui des habitants de la cité au cours de l'antiquité.